# Курзаковы
Курзаковы — русский дворянский род.
Род Курзаковых восходит к началу XVII века. Он был внесён Герольдией в VI часть родословной книги Ярославской губернии Российской империи.

## Описание герба
Щит разделен перпендикулярно на две части, из них в правой части, в зеленом поле, видна львиная лапа, выходящая с левой стороны, держащая серебряный меч, продетый сквозь серебряный же полумесяц, рогами вниз обращенный. Во второй части, в красном поле, шахматная доска, составленная из серебра и золота.
На щите дворянский коронованный шлем. Нашлемник: три павлиньих пера, на поверхности которых положен серебряный полумесяц рогами вверх. Намёт на щите красный и зеленый, подложенный золотом. Герб рода Курзаковых внесен в Часть 5 Общего гербовника дворянских родов Всероссийской империи, стр. 73.

## Известные представители
- Курзаков Кузьма Никитич - стряпчий (1692)
- Курзаков Иван Семёнович - московский дворянин (1692)[1].